# Ayase (Musikproduzent)
Ayase (あやせ Ayase; * am 4. April 1994 in Ube, Präfektur Yamaguchi) ist ein japanischer Songwriter, Musikproduzent, Komponist und Produzent von Vocaloid-Musik.
Bekanntheit erlangte er durch seine Arbeit mit dem Projekt Yoasobi, welches er 2019 mit der Sängerin Ikura gründete. Sein eigenes, im Jahr 2021 veröffentlichtes Soloalbum Mikunoyoasobi erreichte eine Notierung in den japanischen Musikcharts.

## Werdegang
Im Alter von drei oder vier Jahren erhielt Ayase von seiner Großmutter, die als Musiklehrerin arbeitete, erste Klavierstunden. Als Ayase die Grundschule besuchte, erhielt er an einer Musikschule Klavierunterricht. Zu seinen späteren Grundschuljahren lernte er zudem Gitarre zu spielen, nachdem er zu Weihnachten eine Akustikgitarre geschenkt bekam. Sein erstes Lied, welches er auf Gitarre lernte, war ein Lied von Shiina Ringo. Seine ersten musikalischen Einflüsse waren die japanische Sängerin Aiko Yanai sowie die Popband EXILE.
An der Oberschule gründete er im Alter von 16 Jahren mit anderen Schülern die Rockband davinci, in welcher er als Sänger und Bandleader aktiv war. Aufgrund seiner Tätigkeit innerhalb der Band, brach er die Oberschule ab. Die Gruppe, die in Shūnan gegründet wurde, zog im Jahr 2016 in die japanische Hauptstadt Tokio, ehe sich die Band im Oktober des Jahres 2018 auflöste.
Ayase, der aufgrund eines Magengeschwürs medizinisch behandelt werden musste, begann während seines Krankenhausaufenthaltes erste Lieder mit Hilfe der Gesangssoftware Vocaloid zu produzieren und veröffentlichte mit Sentensei Assault Girl sein erstes eigenproduziertes Lied auf die Videoplattformen YouTube und Nico Nico Douga. Im November des Jahres 2019 erschien mit Ghost City Tokyo eine EP, die Ayase in Eigenregie finanzierte und produzierte. Etwa im gleichen Zeitraum gründete er mit der Sängerin Ikura das Musikduo Yoasobi, nachdem er auf Instagram auf sie aufmerksam wurde. Das erste produzierte Lied, Yoru ni Kakeru, das noch im selben Jahr veröffentlicht wurde, ging in den sozialen Medien viral und sorgte für eine Bekanntheitssteigerung des Duos in Japan. Das Projekt veröffentlichte bis April 2023 vier EPs, wobei die japanischsprachige Versionen jeweils eine Notierung in den japanischen Albumcharts erreichten und zwischenzeitlich mit Gold ausgezeichnet wurden. Seine Vocaloid-Veröffentlichungen verkauft Ayase auf verschiedenen Vocaloid-Veranstaltungen, wie etwa dem The Vocaloid M@ster.
Mit Veröffentlichung der ersten EP The Book von Yoasobi am 6. Januar 2021 erschien auch Ayases Album MikunoYoasobi, welche Neuinterpretationen der auf der EP The Book befindlichen Stücke mit Gesang von Miku Hatsune enthält. Mikunoyoasobi erreichte eine Chartnotierung in den japanischen Albumcharts von Oricon, wo es auf Platz 15 einstieg und sich vier Wochen lang in den Charts halten konnte. Im Jahr 2023 steuerte er das Lied Shock! zum Original-Anime Buddy Daddies bei, wo es im Vorspann zu hören ist. Im Juli veröffentlichte er das Lied Hiten, dass in Zusammenarbeit mit R-Shitei entstand.
Neben seiner Tätigkeit mit Yoasobi schrieb, komponierte und produzierte er Lieder für verschiedene Musiker und Bands, darunter für LiSA, Nana Mori, Suisei Hoshimachi, Hey! Say! JUMP und Poppin’Party.
Im Jahr 2023 erhielt Ayase für das von ihm komponierte Yoasobi-Lied Idol eine Auszeichnung bei den Japan Record Awards in der Kategorie Beste Komposition. Zuvor wurde er als Komponist für das Lied Yoru ni Kakeru mit dem Silberpreis bei den JASRAC Awards bedacht. Im Mai 2024 wurde er mit dem Goldpreis der JASRAC Awards für die kommerziell erfolgreichste Komposition des Jahres 2023 ausgezeichnet.

## Auszeichnungen und Nominierungen
| Auszeichnung        | Jahr | Kategorie                     | für            | Resultat | Quellen |
| ------------------- | ---- | ----------------------------- | -------------- | -------- | ------- |
| Japan Record Awards | 2023 | Beste Komposition             | Idol           | Gewonnen | [ 14 ]  |
| JASRAC Awards       | 2023 | Silberpreis                   | Yoru ni Kakeru | Gewonnen | [ 15 ]  |
| JASRAC Awards       | 2024 | Goldpreis                     | Idol           | Gewonnen | [ 16 ]  |
| JASRAC Awards       | 2025 | Goldpreis                     | Idol           | Gewonnen | [ 17 ]  |
| Music Awards Japan  | 2025 | Song of the Year for Creators | Idol           | Gewonnen | [ 18 ]  |

## Privates
Ayase verwendet ein Pseudonym, um möglichst wenige private Informationen von sich preiszugeben. Anfang des Jahres 2023 wurde er Ziel eines versuchten Hackerangriffs. Nachdem zu Beginn des Jahres 2023 heimlich gemachte Fotos von ihm und der Animatorin Ai Nina veröffentlicht wurden, gab er Ende März bekannt, dass sie in einer gemeinsamen Beziehung sind.

## Diskografie

### Soloveröffentlichungen
- 2019: Ghost City Tokyo (EP, Eigenveröffentlichung)
- 2021: Mikunoyoasobi (Album, Sony Music Entertainment Japan)

### Beteiligungen (Auswahl)
- 2020: Wandarā von Satomi (Liedtext, Komposition, Arrangement)[20]
- 2020: Saikai von LiSA feat. Uru (The First Take, Liedtext, Komposition, Produktion, Arrangement)[21]
- 2020: Sen'yaichiya von Hey! Say! JUMP (Liedtext, Komposition, Arrangement)[22]
- 2021: Inochi ga naite ita nda von THE BINARY (Liedtext, Komposition, Arrangement)[23]
- 2021: Shinkai von Nana Mori (Liedtext, Komposition, Produktion, Arrangement)[24]
- 2021: Yuke von LiSA (Komposition)[25]
- 2021: Introduction von Poppin’Party (Liedtext, Komposition, Arrangement)[26][27]
- 2023: Michizure von Suisei Hoshimachi (Liedtext, Komposition, Arrangement)[28]